# Récifs d'Entrecasteaux
Ne doit pas être confondu avec Îles d'Entrecasteaux.

Carte de la Nouvelle-Calédonie et du Vanuatu.

Situés en mer de Corail, les récifs d'Entrecasteaux sont des récifs à fleur d'eau du nord-ouest de la Nouvelle-Calédonie. Inhabités, ils sont situés à  223 km de la pointe nord-est de la Grande Terre, dans le prolongement des îles Belep desquelles ils sont séparés par le « Grand Passage », détroit de 500 à 600 mètres de fond. Ils constituent la limite nord du lagon de l'archipel de la Nouvelle-Calédonie.

## Géographie
Ils comprennent : 
- l'atoll de Huon avec l'île du même nom, le plus important avec celui de la Surprise,
- l'atoll de la Surprise, avec trois îlots : Fabre, Le Leizour et Surprise,
- l'atoll Pelotas,
- l'atoll du Portail,
- les récifs Guilbert
- les récifs du Mérite.

| Vanuatu Nouméa Mont Panié Mont Humboldt Grande Terre Île Hunter Île Matthew Île Walpole Île des Pins Maré Tiga Lifou Ouvéa Beautemps-Beaupré Récifs de l'Astrolabe Bélep Récifs d'Entrecasteaux Île Surprise Île Fabre Récif Pétrie Île Huon Île Renard Île Bampton Îlots Avon Îlots du Mouillage Caye de l'Observatoire |

## Histoire
Les récifs d'Entrecasteaux ont été découverts le 1er juillet 1792 par l'expédition d'Antoine Bruny d'Entrecasteaux. Les noms des récifs, atolls et îlots ont presque tous été donnés par ce dernier en 1792 à l'exception des îles Fabre et Le Leizour, de l'atoll Pelotas et du récif Guilbert. Ce dernier donne d'ailleurs son patronyme à l'ensemble des récifs. La Surprise vient du fait qu'il aurait été surpris de « tomber dessus » une nouvelle terre émergée aussi près de la Grande Terre, alors qu'il croyait avoir « arrondi » la Nouvelle-Calédonie. Les trois autres noms donnés par D'Entrecasteaux proviennent des patronymes de membres de son expédition : le second de D'Entrecasteaux, commandant de L'Espérance, le capitaine de vaisseau Jean-Michel Huon de Kermadec ; le lieutenant de vaisseau Malo de la Motte du Portail ; l'enseigne de vaisseau du Mérite.
Le récif Guilbert doit son toponyme à l'enseigne de vaisseau et hydrographe de l'expédition de Jules Dumont d'Urville en 1827. Les îles Fabre et Le Leizour ont reçu les noms de deux des premiers pilotes de navire de Nouvelle-Calédonie au XIXe siècle : Gustave Fabre (1841-1891) et Alexandre-Louis Le Leizour (1834-1886). Elles ont été dénommées ainsi par les membres de l'équipage du croiseur Le Curieux en 1876. L'origine du nom Pelotas est inconnue.
La zone est régulièrement visitée par les baleiniers au début du XIXe siècle. Mais la véritable occupation pérenne par l'homme n'a lieu que sur les trois îlots de l'atoll de la Surprise entre 1883 et 1928 pour l'exploitation du guano. Aujourd'hui, la station météorologique de Météo-France, installée en 1965 sur l'île Surprise, est la seule infrastructure d'origine humaine.
Les lignes de base droites et les lignes de fermeture des baies définissant les eaux territoriales françaises adjacentes à la Nouvelle-Calédonie sont définies pour le récif d'Entrecasteaux dans le décret du 3 mai 2002.

## Biodiversité
Les récifs d'Entrecasteaux comportent une population importante d'oiseaux marins, et est à ce titre inscrite comme Zone importante pour la conservation des oiseaux, « catégorie 4ii », par BirdLife International. Les espèces sédentaires les plus représentées sont, par exemple, la frégate du Pacifique (Fregata minor) et la frégate ariel (Fregata ariel) sur Surprise, le fou masqué (Sula dactylatra), le fou brun (Sula leucogaster) et le fou à pieds rouges (Sula sula) sur les quatre îles, ou encore le phaéton à brins rouges (Phaethon rubricauda), le noddi brun (Anous stolidus), le noddi marianne (Anous tenuirostris) et le râle tiklin (Gallirallus philippensis). C'est également un important site de ponte pour plusieurs espèces de sternes : la sterne huppée (Thalasseus bergii) ou la sterne fuligineuse (Onychoprion fuscatus, représentant environ 1 % de la population mondiale), par exemple.
Les récifs d'Entrecasteaux sont également un important sanctuaire de reproduction et de ponte pour la tortue verte (Chelonia mydas). De nombreux gros individus de napoléon (Cheilinus undulatus), espèce inscrite à l'annexe II de la CITES, ont été recensés sur les pentes externes de ces récifs.
Les récifs d'Entrecasteaux constituent l'une des six zones des lagons de Nouvelle-Calédonie classées en 2008 au patrimoine mondial de l'UNESCO.